# Ahmet Yakak
Ahmet Yakak (* 5. Mai 1979 in Izmir) ist ein türkischer Fußballspieler.

## Karriere
Yakak begann seine Karriere im Jahr 1994 beim Amateurverein Altınırmakspor. Lange Zeit spielte er im Amateurbereich, erst mit dem Wechsel zu Yeniköyspor im Jahr 2004 wurde er Profifußballer. Immer wieder spielte er bei Tavşanlı Linyitspor, wo er auch seit 2014 wieder unter Vertrag steht.